# اریک سوآلول
اریک سوآلول (به انگلیسی: Eric Swalwell) نمایندهٔ حوزه انتخابیه پانزدهم کالیفرنیا از حزب دموکرات ایالات متحده آمریکا در مجلس نمایندگان ایالات متحده آمریکا است که برای نخستین‌بار در ۶ ژانویه ۲۰۱۳ میلادی به‌عضویت این مجلس درآمد.